# Halozetes belgicae
Halozetes belgicae is een mijtensoort uit de familie van de Ameronothridae. De wetenschappelijke naam van de soort is voor het eerst geldig gepubliceerd in 1903 door Albert Davidson Michael.
De soort werd ontdekt tijdens de Belgische Antarctische expeditie in 1897-1899 en Michael noemde ze naar het expeditieschip Belgica. Deze mijten komen voor op het Antarctisch Schiereiland en naburige eilanden in de Zuidelijke Oceaan waaronder de  Zuidelijke Shetlandeilanden en de Zuidelijke Orkneyeilanden.
Deze kleine mijten, gemiddeld niet langer dan 0,7 mm, vertonen een sterke fenotypische plasticiteit om zich aan te passen aan temperatuursveranderingen in de omgeving. Die wordt zelfs aangeduid als "superplasticiteit" omdat ze zo snel gebeurt (in de orde van uren).